# Aricia costajuncta
Aricia costajuncta är en fjärilsart som beskrevs av Tutt 1912. Aricia costajuncta ingår i släktet Aricia och familjen juvelvingar. Inga underarter finns listade i Catalogue of Life.